# Собака на сіні
«Соба́ка на сі́ні» (ісп. El perro del hortelano) — комедія іспанського драматурга Лопе де Веги, створена 1618 року.

## Сюжет
Діана, графиня де Бельфлор, пізно ввечері, увійшовши до зали свого неаполітанського палацу, застає там двох чоловіків, що кутаються у плащі. Чоловіки при її появі поспішно зникають. Після наполегливих з'ясувань, графині вдається дізнатись, що втаємничений відвідувач — її секретар Теодоро, що закоханий в камеристку Марселу, приходив на побачення з нею. Дізнавшись що Марсела і Теодоро не проти того, щоб одружитися, Діана пропонує допомогти молодятам. Однак, залишившись наодинці, Діані доводиться зізнатися самій собі у тому, що Теодоро небайдужий її серцю.
Тим часом Теодоро і його вірний слуга Трістан обговорюють події минулої ночі. У цей момент входить Діана і звертається до Теодоро з проханням скласти чернетку листа для однієї з її подруг. Поки Теодоро складає свій варіант листа, Діана намагається довідатися у Трістана, на що витрачає свій вільний час його господар, та перед ким і як сильно той упадає. Тим часом Теодоро склав любовну цидулку на адресу до вигаданої подруги графині, яка, на думку Діани, вийшла набагато вдалішою від її власного варіанту. Порівнюючи їх, графиня виявляє невластивий їй запал, і це наводить Теодоро на думку, що Діана закохана в нього, але тут з'являється Марсела і радісно повідомляє свого коханого, що графиня обіцяла їх одружити. Несподівано заходить Діана та застає Марселу і Теодоро в обіймах один одного, графиня роздратовано наказує камеристці зачинитися за дверима, аби не подавати прикладу неналежної поведінки іншим служницям. Залишившись наодинці з Теодоро, Діана питає свого секретаря, чи він й справді має намір одружитися, і почувши що головне для нього — догоджати бажанням графині та, що він цілком міг би обійтися без Марсель, чітко дає зрозуміти Теодоро, що вона його любить і що лише забобони щодо різниці їх суспільного стану заважають єднанню їхніх доль.
Тим часом граф Федеріко і маркіз Рікардо залицяються до Діани, пропонують їй одруження. Однак графиня спритно уникає відповіді. Втім, вона звертається до Теодоро за порадою, кому з двох їй слід надати перевагу. Роздратована шанобливістю свого секретаря, Діана наказує оголосити, що виходить заміж за маркіза Рікардо. Теодоро, щойно почувши про це, водночас робить спробу помиритися з Марселою. Але котра поміж ними завелика й дівчина не готова забути свою кривду, втручання Трістана, слуги та повіреного Теодоро, допомагає подолати цю перешкоду — закохані лагодять. Обурена зрадливістю Теодоро графиня диктує секретарю листа, зміст якого цілком очевидний: це різкий докір простому чоловікові, що заслуговував на кохання знатної дами та не зумів цього оцінити. Теодоро каже, що обожнює Марселу, за що одразу ж отримує ляпаса. Випадковим свідком цієї сцени стає граф. Федеріко і Рікардо замислюють знайти найманого вбивцю, щоб позбутися Теодоро. Довідавшись про такий задум, Теодоро вирішує рушити до Іспанії, аби врятувати власне життя і у далечині забути про своє кохання до Діани. Вихід з положення знаходить Трістан: дізнавшись, що в одного зі знатних людей міста, графа Лудовіко, двадцять років тому зник син, на ім'я Теодоро, спритний слуга вирішує пошити свого хазяїна за зниклого сина графа Лудовіко. Переодягнувшись греком, він проникає під виглядом купця до дому графа; — щастю похилого Лудовіко немає меж. Марсела отримує гарне придане, її віддають заміж за Фабіо. Не забувають й про Трістана: Діана обіцяє йому свою дружбу і заступництво, якщо він збереже таємницю піднесення Теодоро, сама ж вона більше ніколи не стане собакою на сіні.

## Характеристика головних героїв
Діана де Бельфлор — головна героїня комедії.
Усі риси характеру героїні чітко нагадують основні міфологічні характеристики богині Діани, ім'ям якої вона не випадково названа. У п'єсі Діана прямо ототожнюється з античною богинею місяця: «вона небесна Діана, місяць, і жінка, і привид…». Подібно до міфологічної богині, Діана двоїста: вона закохана і байдужа, хитра та відверта, жорстока та прихильна тощо. Ця подвійна природа Діани символізується подвійним ім'ям героїні: Діана — місяць, Бельфлор — прекрасна квітка. У комедії Діана постійно порівнюється то з місяцем, то із сонцем. З образом Діани пов'язана інтерпретація двох основних тем комедії Лопе де Веги — теми кохання та теми честі. Любовна гра Діани складає основну дію п'єси, її вчинки, сумніви та поривання створюють складні сюжетні перипетії комедії. Кохання всесильне, воно здатне долати будь-які перепони: чи незадоволення суперників, чи станову нерівність закоханих.
Теодоро — один з головних персонажів комедії. За своїми основним характеристикам він цілком відповідає такому типу персонажа іспанської комедії XVII ст., як галан (ісп. galan у перекл. — кавалер). Теодоро молодий і гарний, ввічливий і шляхетний, розумний і освічений, але його спроможність до дії невелика. Він часто буває залежний від дій інших дійових осіб, особливо дам. Лише якось Теодоро приймає самостійного рішення — це його відмова скористатися хитромудрою вигадкою Трістана. Рішення Теодоро виїхати до Іспанії через неможливості бути з коханою і сцена прощання героїв являє собою приклад помилкового фіналу, й виникає перед остаточною щасливою розв'язкою і посилює напругу глядача (читача).

## Інші персонажі
- Федеріко і Рікардо — багачі, обидва закохані в графиню;
- Марсела- кохана Теодоро;
- Трістан-слуга.
- Дон Родріго Тельєс Хірон — магістр ордену Калатрави
- Дон Манріке — магістр ордену Сант-Яго
- Фернан Гомес де Гусман — командор ордену Калатрави
- Лавренсія — дочка Естевана, наречена Фрондосо
- Фрондосо — син Хуана Рудого
- Та інші…

## Екранізації
- Собака на сіні — радянський фільм Яна Фріда, 1977 року.
- Собака на сіні — іспанський фільм Пілар Міро, 1996 року.